# فرانک ترنر
فرانک ترنر (انگلیسی: Frank Turner؛ زادهٔ ۲۸ دسامبر ۱۹۸۱) خواننده و نوازنده گیتار اهل انگلستان است.